# Ampèrestraat (Amsterdam)
De Ampèrestraat is een straat in Amsterdam-Oost, Watergraafsmeer, wijk tuindorp Middenmeer.
De straat kreeg haar naam op 23 december 1927 toen de gemeenteraad allerlei straten, pleinen en plantsoenen in deze omgeving vernoemde naar wetenschappers; in dit geval naar André-Marie Ampère, naamgever van de eenheid van stroomsterkte ampère. De straat begint aan het Galileïplantsoen (vernoemd naar Galileo Galilei) en eindigt op het Voltaplein (vernoemd naar Alessandro Volta). Vanwege de toegepaste symmetrie in dit kleine buurtje van de Watergraafsmeer is ze met circa 25 meter ongeveer net zo lang als de Voltastraat, ook een af- en toevoerstraat van genoemd plein.
De even zijde van de straat aan de westkant heeft maar twee huisnummers (2 en 4). Het zijn twee panden die ontworpen zijn door Lau Peters (circa 1932). De huisnummers aan oneven zijde lopen op van 1 tot 13 en gaan dan over in de nummering van het Voltaplein. Ze zijn ontworpen door Jan Brouwers en stammen uit circa 1929.
Er is geen kunst in de openbare ruimte te vinden; de straat is vanwege haar nauwte niet geschikt voor openbaar vervoer.

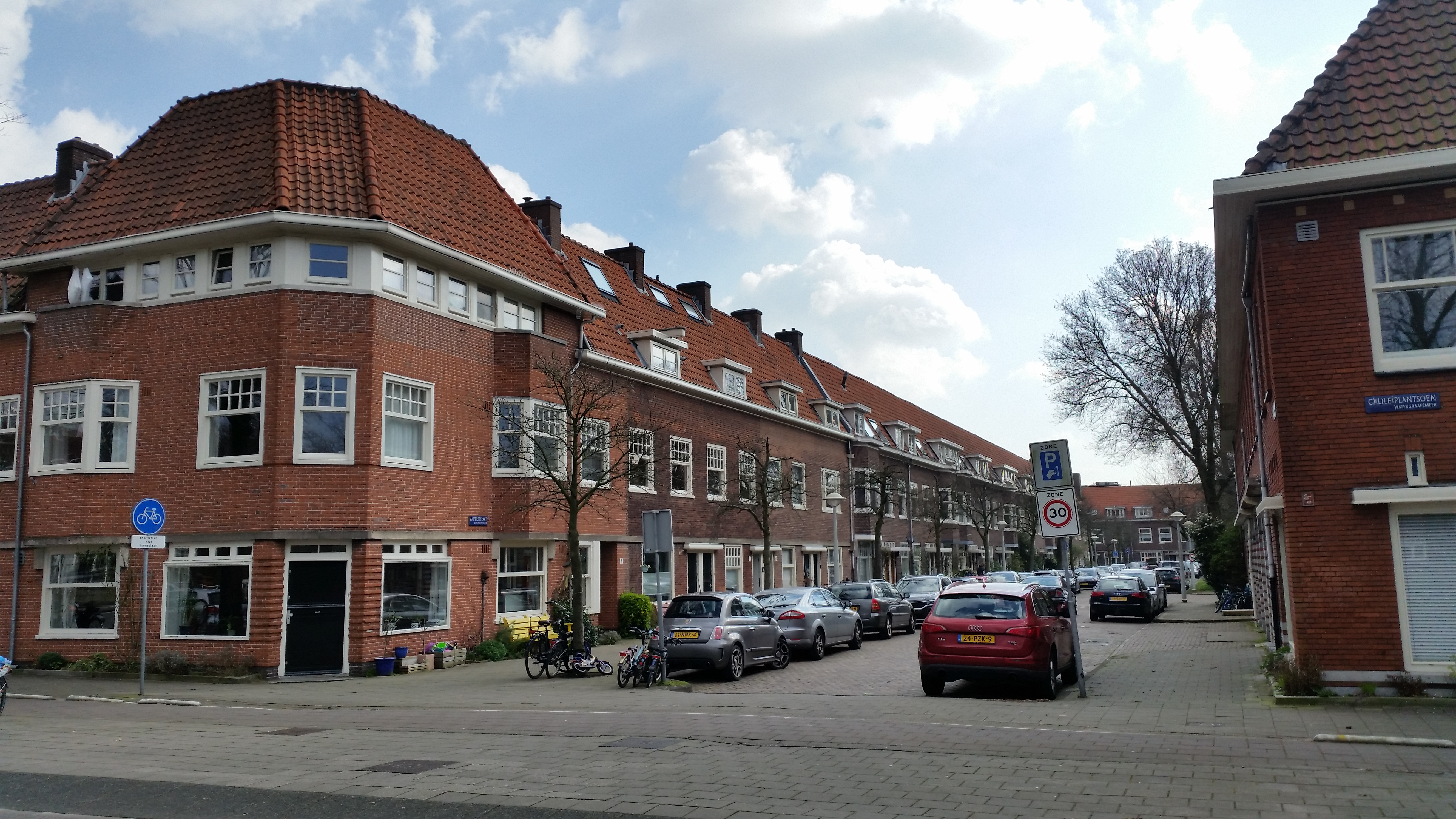
Midden: Ampèrestraat 1-13 met op de achtergrond het Voltaplein (maart 2020)